# Селезенцево (Вологодская область)
Селезенцево — деревня в Вологодском районе Вологодской области.
Входит в состав Подлесного сельского поселения, с точки зрения административно-территориального деления — в Подлесный сельсовет.
Расстояние по автодороге до районного центра Вологды — 24 км, до центра муниципального образования Огарково — 11 км. Ближайшие населённые пункты — Скрябино, Чекменево, Мальгино, Пищалино.
По переписи 2002 года население — 4 человека.